# تي حما (يافع)

تعديل مصدري - تعديل

تي حما هي إحدى قرى عزلة لبعوس بمديرية يافع التابعة لمحافظة لحج، بلغ تعداد سكانها 824 نسمة حسب تعداد اليمن لعام 2004.